# Casa de Ascania

Escudo de armas del Ducado de Anhalt.

Escudo de armas de la familia de los príncipes de Anhalt desde el.

La Casa de Ascania (en alemán, Askanier) es una dinastía de gobernantes alemanes. También es conocida como la Casa de Anhalt, por el Anhalt, la posesión que tuvieron durante más tiempo.
Los ascánidas reciben este nombre por el palacio de Ascania (o Ascaria), Schloss Askanien, que se encuentra cerca y recibe su nombre de Aschersleben (Aschania), en el actual estado federado de Sajonia-Anhalt. El palacio fue sede del condado de Ascania, un título más tarde subsumido en los títulos del príncipe de Anhalt.

## Historia
Los ascánidas son, con los de la Casa de Wettin y los güelfos, una de las familias más importantes e influyentes de la Sajonia medieval.
El primer miembro conocido de la casa, Esiko, conde de Ballenstedt (m. alrededor de 1060), aparece por vez primera en un documento de 1036, y se asume que era nieto (a través de su madre) de Odón I (margrave de la Marca Sajona Oriental). A partir de Otón, los ascánidas heredaron grandes propiedades en la Marca Sajona Oriental.
El nieto de Esiko era Otón de Ballenstedt, que murió en 1123. Por su matrimonio con Eilika, hija de Magnus, duque de Sajonia, los ascánidas se convirtieron en herederos de la mitad de la propiedad de la casa de Billung, antiguos duques de Sajonia, habiendo sido Magnus Billung como regente del rey Lotario III de Supplinburgo, titular del ducado.
Pero realmente el verdadero fundador de la dinastía es el hijo de Otón, Alberto el Oso (Albrecht I der Bär). A la muerte de su padre en 1123 recibe el condado de Ballenstedt. Vasallo del rey Lotario III, es encargado de controlar la Marca del Norte (Nordmark), desde la cual conquistó el principado de los wendos en 1134, autoproclamándose Margrave de Brandeburgo a partir de 1140 de su último gobernante wendo, Pribislav, en 1157, y se convirtió en el primer margrave ascánido. En 1138, el rey Conrado III destrona al duque de Sajonia, Enrique el Soberbio güelfo, y le da el título a Alberto. Así llegó a ser, con la ayuda de la herencia de su madre, el primer duque ascánida de Sajonia en 1139. Pero tuvo que ceder pronto el dominio de Sajonia a su rival güelfo. En 1142 debe renunciar, por decisión del nuevo emperador Federico I Barbarroja, al ducado en favor del hijo de Enrique, Enrique el León, aunque anexiona parte del ducado a sus posesiones de Brandeburgo. En 1140 recibe de su primo, el Conde Palatino del Rin, el condado de Weimar-Orlamünde.
Alberto y sus descendientes de la Casa de Ascania hicieron luego un considerable progreso al cristianizar y germanizar las tierras. Al ser una tierra fronteriza entre las culturas germana y eslava, el país fue conocido como una marca.
Cuando Alberto el Oso murió en 1170, sus dominios se repartieron entre sus hijos, y los Ascanios controlaron gran parte de la Sajonia oriental y central en sus diferentes líneas.
Los hijos de Alberto el Oso dividieron el territorio y la familia en ramas diferentes:
- Margrave Otón I de Brandeburgo. Promovió la expansión de los ascánidas, quienes continuaron la expansión hacia el este (Drang nach Osten) llevando la frontera del margraviato de Brandeburgo hasta el Oder (1300). En 1253 y desde 1262 hasta 1319 fueron también señores de Oberlausitz. La línea se extinguió en 1320 con Enrique el Joven.
- El segundo hijo, Bernardo (h. 1140-1212), recibió el condado de Anhalt y Ballenstedt, además del señorío de Bernburg. A partir de 1180 se convirtió en duque de Sajonia.
- El tercer hijo, Herman (1140-1176) fundó la nueva línea de los condes de Weimar-Orlamünde en Turingia, donde se establece la cuarta línea principal Ascania-Weimar-Orlamunde, que continuó hasta el siglo XV.
- Arzobispo Sigfrido I de Bremen.

Las luchas entre Enrique el León y Federico I Barbarroja acabaron con la victoria del emperador, que desmembró el ducado de Sajonia, quedando en poder de Bernardo de Anhalt la parte oriental, y le nombró nuevo duque de Sajonia en 1180. Sus hijos se repartieron los territorios, creando así dos nuevas líneas. Con Enrique I comienza la línea Ascania-Anhalt y con Alberto, la línea Ascania-Sajonia. Los ascánidas volvieron a gobernar el ducado de Sajonia, que había sido reducido a su mitad oriental por el emperador. Sin embargo, incluso la Sajonia oriental, los ascánidos podrían establecer control sólo en zonas limitadas, la mayor parte cerca del río Elba.
En 1237 y 1244 dos ciudades, Cölln y Berlín fueron fundados durante el gobierno de Otón y Juan, nietos del margrave Alberto el Oso (más tarde fueron unidos en una sola ciudad, Berlín). El emblema de la Casa de Ascania, águila roja y oso, se convirtieron en emblemas heráldicos de Berlín. En 1320 la línea ascánida berlinesa se extinguió.
En el siglo XIII, el principado de Anhalt se desgajó del ducado. Más tarde, el resto del estado (línea Ascania-Sajonia) se dividió a su vez en dos ducados: el de Sajonia-Wittenberg (Alta Sajonía) y el de Sajonia-Lauenburgo (Baja Sajonia). El primero recibió el privilegio electoral por la Bula de Oro en 1356, lo que impidió que el ducado se fragmentase. El último príncipe elector, Alberto III, murió sin descendencia (1422) y la Sajonia electoral pasó a Federico I de Meissen de la casa de Wettin.
Baja Sajonia permaneció en manos de los ascánidas hasta finales del siglo XVII (1689), a veces dividido en varias líneas (Ratzenburgo, Bergedorf) y poco a poco disminuyó su presencia por la presión de los Hannover, los Wettin y los Oldemburgo.
Los ascánidas continuaron gobernando en el estado más pequeño de Anhalt y sus varias subdivisiones hasta que la monarquía se abolió en 1918.
La línea Ascania-Anhalt es la más compleja y se subdividió en un principio en tres líneas, Anhalt-Aschersleben, Anhalt-Bernburg y Anhalt-Zerbst. De esta última salen las ramas Anhalt-Dessau y Anhalt-Köthen, que se unificarán hacia el siglo XV. De nuevo se formarán a partir de la línea Anhalt-Dessau cinco líneas que gobernarán los microestados de Anhalt hasta que, en 1863, Leopoldo Federico de Anhalt-Dessau unificó el ducado. Sus sucesores gobernaron Anhalt hasta la unificación alemana en 1918.

## Heráldica
Las armas originales de la casa de Ascania provienen de sus antepasados los condes de Ballenstedt. Su descripción es la siguiente: "burelado de sable y oro".
El margrave Alberto el Oso fue investido con el título de duque de Sajonia en 1138, al suceder a Enrique el León de la Casa de Welf, depuesto por el emperador Federico Barbarroja. En 1180, Bernardo, conde de Anhalt, hijo de Alberto, recibió los territorios sajones restantes en torno a Wittenberg y Lauenburg , así como el título ducal. La leyenda, tan improbable de ser cierta, cuenta que, cuando cabalgó delante del emperador, con motivo de su investidura, portaba un escudo con su escudo de armas de Ballenstedt ( barry sable y or ). Según se cuenta Barbarroja se quitó de la cabeza la corona de ruda que usaba para protegerse del calor del sol, colgándola sobre el escudo de Bernardo, creando así el crancelin sinople sajón (« Burelado de diez de sable y oro, empalado con un crancelin sinople »). Una explicación más plausible es que probablemente simbolizara la renuncia a las tierras de Lauenburgo.
Aproximadamente en 1260 el Ducado de Sajonia-Wittenberg surgió bajo el duque ascanio Alberto II, quien adoptó las armas usadas anteriormente y se le otorgó la dignidad electoral sajona, contra la feroz protesta de sus primos ascanios de Sajonia-Lauenburgo. Esto fue confirmado por la Bula de Oro de 1356. Como los Electores ascanios de Sajonia también ostentaban el alto cargo de Archimariscal del Sacro Imperio Romano Germánico, añadieron la insignia de aquel cargo (cortado en sable y plata, dos espadas de gules en saltire) a su escudo de armas. Cuando la línea se extinguió en 1422, las armas y la dignidad electoral fueron adoptadas por los Wettin por el margrave Federico IV de Meissen, ya que se habían convertido en sinónimo del título ducal sajón.
Tras la reunificación alemana, se restableció el Estado Libre de Sajonia, el escudo de armas se confirmó formalmente en 1991, usando el burelado de sable y oro ascanio con el crancelin de sinople. 

Armas de los condes de Ballenstedt.
Escudo de armas de los ascanios, empalado con las armas de Brandeburgo, desde 1157.
Armas de los ascanios desde 1180. Se le añade el crancelin de sinople.

Escudo del Vicario imperial.
Escudo de armas de los electores de Sajonia.

Armas de Anhalt c. siglo XV.
Anhalt-Zerbst en el siglo XVIII.
Anhalt-Köthen en el siglo siglo XVIII.
Anhalt-Zerbst en el siglo XIX
Escudo de armas menor del Ducado de Anhalt.
Armas mayores del Ducado de Anhalt.

## Ramas de la casa

### Ascania (Condes de Ballenstedt)
- Adalberto I (Adalbert I), conde de Ballenstedt, Señor de Nienburg y Hagerode
- Esiko I, conde de Ballenstedt, Señor de Nienburg y Hagerode
- Adalberto II (Adalbert II), conde de Ballenstedt, Señor de Nienburg y Hagerode (casado con Adelheid von Orlamunde)
- Otón I el Rico, conde de Ballenstedt, Duque de Sajonia (1112-1123), conde de Anhalt (casado con Eilika Billung de Sajonia)
- Alberto I der Bäre, conde de Ballenstedt, Duque de Sajonia (1137-1142), Margrave de Nordmark (1134-1157), conde de Weimar-Orlamünde (1140-1170), Margrave de Brandeburgo (1140-1170)

### Ascania-Brandeburgo
- Alberto I el Oso, Margrave de Brandeburgo (1134-1170)
- Otón I (Otto I), Margrave de Brandeburgo (1170-1184)
- Otón II (Otto II der Freigiebige), Margrave de Brandeburgo (1184-1205)
- Alberto II (Albrecht II.), Margrave de Brandeburgo (1205-1220)

#### Ascania-Brandeburgo-Stendal
- Juan I (Johann I), Margrave de Brandeburgo-Stendal (1220-1267)
- Juan II (Johann II), Margrave de Brandeburgo-Stendal (1266-1281)
- Conrado I (Konrad I), Margrave de Brandeburgo-Stendal (1266-1304)
- Otón IV (Otto IV mit dem Pfeil), Margrave de Brandeburgo-Stendal (1266-1309)
- Enrique I (Heinrich) Sin Tierra, Margrave de Brandeburgo-Stendal (1266-1318)
- Otón VII (Otto VII Templer), Margrave de Brandeburgo-Stendal (1291-1297)
- Juan IV (Johann IV der Mitregent), Margrave de Brandeburgo-Stendal (1304-1305)
- Conrado II (Konrad II), Margrave de Brandeburgo-Stendal (1308-1319)
- Valdemar (Waldemar), Margrave de Brandeburgo-Stendal (1308-1319)
- Enrique II (Heinrich II. der Jüngere), Margrave de Brandeburgo-Stendal (1318-1320)

#### Ascania-Brandeburgo-Salzwedel
- Otón III (Otto III der Fromme), Margrave de Brandeburgo-Salzwedel (1220-1267)
- Juan III (Johann III der Prager), Margrave de Brandeburgo-Salzwedel (1267-1268)
- Otón V (Otto V der Lange), Margrave de Brandeburgo-Salzwedel (1267-1299)
- Otón VI (Otto VI der Kleine), Margrave de Brandeburgo-Salzwedel (1267-1286)
- Alberto III (Albrecht III), Margrave de Brandeburgo-Salzwedel (1267-1300)
- Germán I der Lange, Margrave de Brandeburgo-Salzwedel (1298-1308)
- Juan V (Johann V der Erlauchte), Margrave de Brandeburgo-Salzwedel (1308-1317)

### Ascania-Sajonia
- Otón "el Rico" Otto I der Reiche, duque de Sajonia (1112-1123)
- Alberto "el Oso" Albrecht I. der Bär, margrave de Brandeburgo y duque de Sajonia (1123-1142)
- Bernardo I (III) Bernhard III., duque de Sajonia (1180-1212)
- Alberto I (II) Albrecht II., duque de Sajonia (1212-1261)

#### Ascania-Sajonia-Wittenberg
- Alberto II (Albrecht III. Degener, duque de Sajonia-Wittenberg (1260-1298), Elector (1265-1274)
- Rodolfo I (Rudolf I.), príncipe elector de Sajonia-Wittenberg (1298-1356)
- Rodolfo II "el Ciego" (Rudolf II.), príncipe elector de Sajonia-Wittenberg (1256-1370)
- Venceslao I (Wendelf), príncipe elector de Sajonia-Wittenberg (1370-1388)
- Rodolfo III (Rudolf III), príncipe elector de Sajonia-Wittenberg (1388-1419)
- Alberto III (Albrecht IV. der Arme), príncipe elector de Sajonia-Wittenberg (1419-1422)

### Sajonia-Lauenburgo
- Juan I (Johann I), duque de Sajonia-Lauenburgo (1260-1286)
  - Ascania-Sajonia-Molln-Bergedorf
- Juan II (Johann II), duque de Sajonia-Molln-Bergedorf (1305-1322)
- Alberto IV (Albrecht IV), duque de Sajonia-Molln-Bergedorf (1321-1343)
- Juan III (Johann III), duque de Sajonia-Molln-Bergedorf (1343-1359)
- Alberto V (Albrecht V), duque de Sajonia-Molln-Bergedorf (1359-1370)
- Erico III (Erich III), duque de Sajonia-Molln-Bergedorf (1370-1401)
  - Ascania-Sajonia-Lauenburgo
- Erico IV (Erich IV), duque de Sajonia-Lauenburgo (1401-1412)
- Erico V (Erich V), duque de Sajonia-Lauenburgo (1412-1436)
- Bernardo II (III) (Berhard II), duque de Sajonia-Lauenburgo (1436-1463)
- Juan V (Johann V), duque de Sajonia-Lauenburgo (1463-1507)
- Magnus I, duque de Sajonia-Lauenburgo (1507-1543)
- Francisco I (Franz I), duque de Sajonia-Lauenburgo (1543-1581)
- Magnus II, duque de Sajonia-Lauenburgo (1581-1603)
- Francisco II (Franz II), duque de Sajonia-Lauenburgo (1603-1619)
- Augusto (August), duque de Sajonia-Lauenburgo (1619-1656)
- Julio Enrique (Julius Heinrich), duque de Sajonia-Lauenburgo (1656-1665)
- Francisco Erdmann (Franz Erdmann), duque de Sajonia-Lauenburgo (1665-1666)
- Julio Francisco (Julius Franz), duque de Sajonia-Lauenburgo (1666-1689)

#### Ascania-Sajonia-Ratzenburg
- Alberto III (Albrecht III), duque Sajonia-Ratzenburg (1286-1308)
- Erico I (Erich I), duque de Sajonia-Ratzenburg (1308-1361)
- Erico II (Erich II), duque de Sajonia-Ratzenburg (1361-1368)
- Erico IV (Erich IV), duque de Sajonia-Ratzenburg (1368-1401)
- Juan IV (Johann IV), duque de Sajonia-Ratzenburg (1401-1414)

### Ascania-Anhalt
- Bernardo III (Berhard III), conde de Anhalt (1170-1212)
- Enrique I (Heinrich I der Fette), conde de Anhalt (1212-1218), príncipe (1218-1252)

#### Ascania-Anhalt-Aschersleben
- Enrique II (Heinrich II), príncipe de Anhalt-Aschersleben (1252-1266)
- Enrique III (Heinrich III), príncipe de Anhalt-Aschersleben (1266-1283)
- Otón I (Otto I), príncipe de Anhalt-Aschersleben (1266-1304)
- Otón II (Otto II), príncipe de Anhalt-Aschersleben (1304-1315)

#### Ascania-Anhalt-Bernburg
- Bernardo I (Bernhard I), príncipe de Anhalt-Bernburg (1252-1287)
- Juan I (Johann I), príncipe de Anhalt-Bernburg (1287-1291)
- Bernardo II (Bernhard II), príncipe de Anhalt-Bernburg (1287-1318)
- Bernardo III (Bernhard III), príncipe de Anhalt-Bernburg (1318-1348)
- Bernardo IV (Bernhard IV), príncipe de Anhalt-Bernburg (1348-1354)
- Enrique IV (Heinrich IV), príncipe de Anhalt-Bernburg (1354-1374)
- Otón III (Otto III), príncipe de Anhalt-Bernburg (1374-1404)
- Otón IV (Otto IV), príncipe de Anhalt-Bernburg (1404-1415)
- Bernardo V (Bernhard V), príncipe de Anhalt-Bernburg (1404-1420)
- Bernardo VI (Bernhard VI), príncipe de Anhalt-Bernburg (1404-1468)

#### Ascania-Anhalt-Zerbst
- Sigfrido I (Siegrifried I), príncipe de Anhalt-Zerbst (1252-1298)
- Alberto I (Albrecht I), príncipe de Anhalt-Zerbst (1298-1316)
- Alberto II (Albrecht II), príncipe de Anhalt-Zerbst (1316-1362)
- Alberto III (Albrecht III), príncipe de Anhalt-Zerbst (1359-1359)
- Valdemar I (Waldemar I), príncipe de Anhalt-Zerbst (1316-1367)
- Valdemar II (Waldemar II), príncipe de Anhalt-Zerbst (1367-1370)
- Juan I (Johann I), príncipe de Anhalt-Zerbst (1362-1382)
- Valdemar III (Waldemar III), príncipe de Anhalt-Zerbst (1382-1392)
- Sigmund I (Siegmund I), príncipe de Anhalt-Zerbst (1382-1396)
- Valdemar IV (Waldemar IV), príncipe de Anhalt-Zerbst (1382-1396)

##### Anhalt-Köthen
- Valdemar IV (Waldemar IV), príncipe de Anhalt-Köthen (1396-1424)
- Valdemar V (Waldemar V), príncipe de Anhalt-Köthen (1424-1436)
- Adolfo I (Adolf I), príncipe de Anhalt-Köthen (1424-1473)
- Alberto V (Albrecht V), príncipe de Anhalt-Köthen (1424-1475)
- Valdemar VI (Waldemar VI), príncipe de Anhalt-Köthen (1475-1508)
- Wolfgang I (Wolfgang I), príncipe de Anhalt-Köthen (1508-1552)

##### Anhalt-Dessau
- Segismundo I (Siegmund I), príncipe de Anhalt-Dessau (1396-1405)
- Valdemar IV (Waldemar IV), príncipe de Anhalt-Dessau (1405-1424)
- Alberto VI (Albrecht VI), príncipe de Anhalt-Dessau (1405-1448)
- Segismundo II (Siegmund II), príncipe de Anhalt-Dessau (1405-1448)
- Jorge I (Georg I), príncipe de Anhalt-Dessau (1405-1471)
- Segismundo III (Siegmund III), príncipe de Anhalt-Dessau (1471-1487)
- Jorge II (Georg II), príncipe de Anhalt-Dessau (1471-1509)
- Ernesto I (Ernst I), príncipe de Anhalt-Dessau (1471-1516)
- Juan II (Johann II), príncipe de Anhalt-Dessau (1516-1544)
- Jorge III (Georg III), príncipe de Anhalt-Dessau (1516-1544)
- Joaquín I (Joachim I), príncipe de Anhalt-Dessau (1516-1561)

###### Anhalt-Dessau-Zerbst
- Juan V (o IV) (Johann II), príncipe de Anhalt-Zerbst (1544-1551)
- Carlos I (Karl), príncipe de Anhalt-Zerbst (1551-1561)
- Bernardo VII (Berhhard VII), príncipe de Anhalt-Zerbst (1551-1570)
- Joaquín Ernesto (Joachim II Ernest), príncipe de Anhalt-Zerbst (1551-1586)
- Rodolfo I, príncipe de Anhalt-Zerbst (1586-1621)
- Juan VI, príncipe de Anhalt-Zerbst (1621-1667)
- Carlos Guillermo, príncipe de Anhalt-Zerbst (1667-1717)
- Juan Augusto, príncipe de Anhalt-Zerbst (1717-1742)
- Juan Luis II, príncipe de Anhalt-Zerbst (1742-1746)
- Cristián Augusto, príncipe de Anhalt-Zerbst (1742-1747)
- Federico Augusto (Friedrich August), príncipe de Anhalt-Zerbst (1747-1793)

###### = Anhalt-Dessau-Zerbst-Mühlingen =
- Antonio Gunter (Anton Gunther), príncipe de Anhalt-Mühlingen (1667-1714)

###### = Anhalt-Dessau-Zerbst-Dornburg =
- Juan Luis I, Príncipe de Anhalt-Dornburg (1667-1704)
- Juan Luis II, Príncipe de Anhalt-Dornburg (1704-1742)
- Cristián Augusto, Príncipe de Anhalt-Dornburg (1704-1742)

###### Anhalt-Dessau-Köthen
- Luis I (Ludwig I), príncipe de Anhalt-Köthen (1586-1649)
- Guillermo Luis (Wilhelm Ludwig), príncipe de Anhalt-Köthen (1649-1665)
- Lebrecht, príncipe de Anhalt-Köthen (1653-1669)
- Manuel (Emmanuel), príncipe de Anhalt-Köthen (1669-1670)
- Manuel Lebrecht (Emanuel Lebrecht), príncipe de Anhalt-Köthen (1670-1704)
- Leopoldo, príncipe de Anhalt-Köthen (1704-1728)
- Augusto II Luis (August II Ludwig), príncipe de Anhalt-Köthen (1728-1755)
- Carlos Jorge Lebrecht (Karl Georg Lebrecht), Príncipe de Anhalt-Köthen (1755-1789)
- Augusto III (August III Christian Friedrich), príncipe de Anhalt-Köthen (1789-1806), duque de Anhalt-Köthen (1806-12)
- Luis II Augusto (Ludwig II August Karl Friedrich Emil), duque de Anhalt-Köthen (1812-1818)
- Federico Fernando (Friedrich Ferdinand), duque de Anhalt-Köthen (1818-1830)
- Enrique (Heinrich), duque de Anhalt-Köthen (1830-1840)

###### = Anhalt-Dessau-Köthen-Pless =
- Federico Erdmann (Friedrich Erdmann), príncipe de Anhalt-Pless (1755-1797)
- Federico Fernando (Friedrich Ferdinand), príncipe de Anhalt-Pless (1797-1818)
- Enrique (Heinrich), príncipe de Anhalt-Pless (1818-1830)
- Luis (Ludwig III), príncipe de Anhalt-Pless (1830-1841)

###### Anhalt-Dessau-Plötzkau
- Augusto (August), príncipe de Anhalt-Plötzkau (1586-1653)
- Ernesto Gottlieb (Ernst Gottlieb), príncipe de Anhalt-Plötzkau (1653-1654)

###### Anhalt-Dessau-Dessau
- Juan Jorge I (Johann Georg I), príncipe de Anhalt-Dessau (1586-1618).
- Juan Casimiro (Johann Kasimir), príncipe de Anhalt-Dessau (1618-1660).
- Juan Jorge II (Johann Georg II), príncipe de Anhalt-Dessau (1660-1693).
- Leopoldo I, príncipe de Anhalt-Dessau (1693-1747).
- Leopoldo II Maximiliano, Príncipe de Anhalt-Dessau (1747-1751).
- Leopoldo III (Leopold III Friedrich Franz), Príncipe de Anhalt-Dessau (1747-1807), Duque de Anhalt-Dessau (1807-1817).
- Leopoldo IV (Leopold IV Friedrich), Duque de Anhalt-Dessau (1817-1863), Duque de Anhalt reunificado (1863-1871).
- Federico I (Leopold Franz Nikolaus), Duque de Anhalt-Dessau (1871-1904).
- Federico II (Leopold Eduard Karl Alexander), Duque de Anhalt-Dessau (1904-1918).
- Eduardo Jorge Guillermo, Duque de Anhalt-Dessau (1918).
- Joaquín Ernesto II Wilhelm Karl Albrecht Leopold Friedrich Moritz Erdmann, Duque de Anhalt-Dessau (1918).

###### Anhalt-Dessau-Dessau-Wörlitz
- Jorge Ariberto (Georg Aribert), príncipe de Anhalt-Wörlitz (1618-1643).

###### Anhalt-Dessau-Bernburg
- Cristián I, príncipe de Anhalt-Bernburg (1586-1630)
- Cristián II, príncipe de Anhalt-Bernburg (1630-1656)
- Víctor Amadeo, príncipe de Anhalt-Bernburg (1658-1718)
- Carlos Federico, príncipe de Anhalt-Bernburg (1718-1721)
- Víctor Federico, príncipe de Anhalt-Bernburg (1721-1765)
- Federico Alberto, príncipe de Anhalt-Bernburg (1765-1796)
- Alejo Federico Cristián, príncipe de Anhalt-Bernburg (1796-1806), duque de Anhalt-Bernburg(1806-34)
- Alejandro Carlos, duque de Anhalt-Bernburg (1834-1863)

###### Anhalt-Dessau-Bernburg-Harzgerode
- Federico (Friedrich), príncipe de Anhalt-Harzgerode (1653-1670)
- Guillermo Luis (Wilhelm Ludwig), príncipe de Anhalt-Harzgerode (1670-1709)

###### Anhalt-Dessau-Bernburg-Schaumburg-Hoym
- Lebrecht, Príncipe de Anhalt-Zeitz-Hoym (1718-1727)
- Víctor Amadeo Adolfo, Príncipe de Anhalt-Bernburg-Schaumburg-Hoym (1727-1772)
- Carlos Luis, Príncipe de Anhalt-Bernburg-Schaumburg-Hoym (1772-1806)
- Víctor Carlos Federico, Príncipe de Anhalt-Bernburg-Schaumburg-Hoym (1806-1812)
- Federico, Príncipe de Anhalt-Bernburg-Schaumburg-Hoym (1812)

### Anhalt-Jever
- Sofía Augusta de Anhalt-Zerbst (Catalina II de Rusia), Sra. de Jever (1793-1798)
- Zar Pablo I de Rusia, Sr. de Jever (1798-1801)
- Zar Alejandro I de Rusia, Sr. de Jever (1801-1807)
- Ocupación por Napoleón I (1807)

### Ascania-Weimer-Orlamunde
- Adelaida (Adelheid), condesa de Weimar-Orlamunde (1067-1100)
- Sigfrido I (Siegfried I), conde de Weimar-Orlamunde (1100-1113)
- Sigfrido II (Siegfried II), conde de Weimar-Orlamunde (1113-1124)
- Guillermo V (Wilhelm V), conde de Weimar-Orlamunde (1124-1140)
- Alberto I (Albrecht I der Bäre), conde de Weimar-Orlamunde (1140-1170)
- Herman I (Hermann I), conde de Orlamunde (1167-1176)
- Dietrich (Dietrich), conde de Weimar-Burgweben (1170-1183)
- Enrique II (Heinrich II), conde de Weimar (1176-1211)
- Sigfrido III (Siegfried III), conde de Weimar-Orlamunde (1176-1211)
- Alberto II (Albrecht II), conde de Weimar-Orlamunde (1211-1247)

#### Weimar
- Otón III, conde de Weimar (1247-1283)
- Alberto III, conde de Weimar (1253-1285)
- Herman III, conde de Weimar (1285-1321)
- Federico II, conde de Weimar-Weimar (1321-1365)
- Herman IV, conde de Weimar-Wiehe (1321-1372)

#### Orlamunde
- Hermann II, conde de Orlamunde (1247-1295)
- Heinrich II, conde de Orlamunde (1295-1347)
- Heinrich III, conde de Orlamunde (1347-?)
- Friedrich III, conde de Orlamunde (1347-1391)
- Heinrich IV, conde de Orlamunde (1391-1411)

#### Gräfenthal
- Hermann IV, conde de Gräfenthal (1295-1321)
- Otto X, conde de Gräfenthal-Lauestein (1321-1334)
- Friedrich III, conde de Gräfenthal-Lauestein (1334-1363)
- Otto XI, conde de Gräfenthal-Lauestein (1363-1406)
- Otto XII, conde de Gräfenthal-Lichtenkamm (1406-1426)
- Siegmund, conde de Lichtenburg-Magdala (1406-1447)
- Otto XIII, conde de Lichtenburg-Magdala (1447-1460)
- Wilhelm VI, conde de Lauenstein-Schaunforst (1406-1440)
- Friedrich IV, conde de Lauenstein-Schaunforst (1440-1467)